# Rio Asăul Mare
O Rio Asăul Mare é um rio da Romênia afluente do rio Asău, localizado no distrito de Bacău.